# Tescou
De Tescou is een 48 km lange zijrivier van de Tarn.
De rivier ontspringt op 259 m hoogte in het Centraal Massief ten noorden van Gaillac. De Tescou wordt gevoed door verschillende beken en mondt op 72 m hoogte uit in de Tarn in Montauban. In de zomermaanden valt de bovenloop van de Tescou regelmatig droog.